# Slatina (Olt)
Slatina è un municipio della Romania di 78 570 abitanti, capoluogo del distretto di Olt, nella regione storica della Oltenia.
La città, a carattere prevalentemente industriale, è situata sulla riva sinistra del fiume Olt.
Fa parte dell'area amministrativa anche la località di Cireașov.

## Toponimo
Il nome Slatina viene da gran parte degli studiosi fatto discendere dal termine slavo Slam-tina (terra salata); pochi altri tendono invece a farlo discendere dal termine latino Salatina.

## Storia
Slatina viene citata per la prima volta in un documento emesso il 20 gennaio 1368 dal principe Vladislav I di Valacchia, con il quale viene concesso ai mercanti di Brașov il diritto di passaggio per la città e soprattutto l'esenzione dal pagamento del pedaggio sul ponte sull'Olt.
La città fu teatro dell'importante battaglia del 1522 in cui Radu de la Afumați, signore della Țara Românească, sconfisse gli Ottomani.
Durante la rivoluzione del 1821 avvenne a Slatina l'incontro tra Tudor Vladimirescu, il capo della rivolta, e Iancu Jianu, comandante degli hajduk.

## Economia
L'economia di Slatina ruota sostanzialmente attorno agli stabilimenti della ALRO Slatina, industria metallurgica tra le più grandi dell'Europa orientale nel settore dell'alluminio. che occupa circa 3.600 dipendenti. Accanto a questa sono sorte numerose aziende, sia suoi fornitori che clienti, tra cui la più grande è la Alprom, azienda che tratta la trasformazione dell'alluminio per la produzione di lamiere ed altri semilavorati destinati all'uso nelle industrie manifatturiere, con particolare riferimento alle grandi aziende elettromeccaniche di Craiova ed a quelle automobilistiche di Pitești, che distano rispettivamente circa 40 e circa 80 km. Pirelli ha uno proprio importante stabilimento di gomme. Bekaert ha comprato la componente di Steel cord dalla stessa Pirelli con una transazione annunciata il 18 dicembre 2014.
Negli ultimi decenni il tessuto industriale si è comunque gradualmente differenziato, con l'avvio di altre attività industriali, soprattutto nel settore alimentare ed in quello tessile.
A Slatina ha inoltre sede la pasticceria Atletul albanez, accreditata per essere la più vecchia azienda privata della Romania e l'unica che rimase tale anche durante il regime comunista.

## Luoghi d'interesse

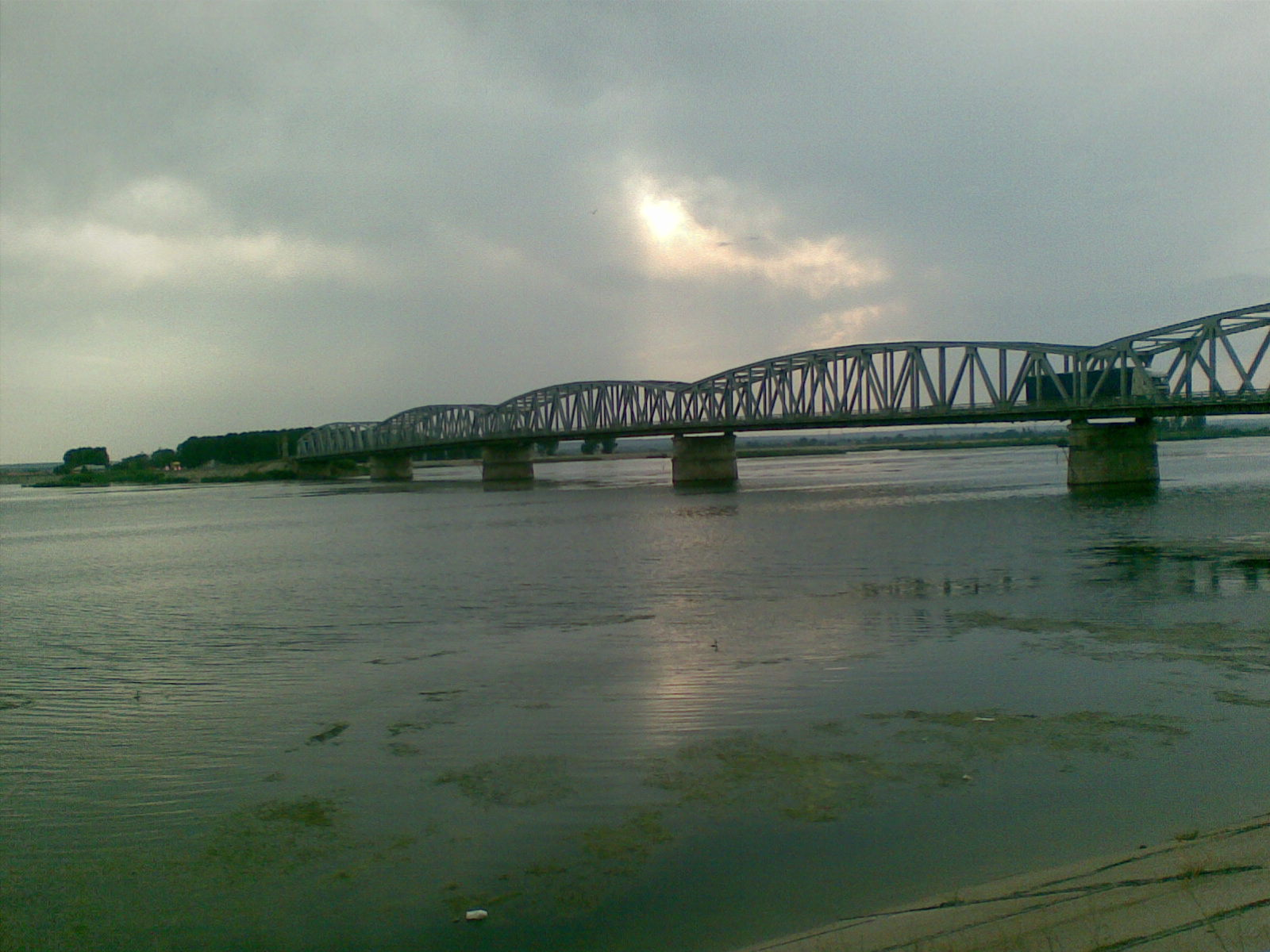
Il ponte sull'Olt

- Il Muzeul Județean Olt, con una sezione storica, che raccoglie reperti risalenti anche al Paleolitico, e una sezione dedicata all'arte popolare.
- La chiesa Troiței, l'edificio più antico della città, costruita nel 1645 e rimaneggiata nel 1729.
- La cattedrale, costruita nel 1782 e contenente opere pittoriche di Gheorghe Tattarescu.
- Il bosco di Srehareț, parco naturale affacciato sulle rive di un lago artificiale all'interno del quale si trovano due eremi con piccole chiese: l'eremo di Srehareț, costruito tra il 1664 ed il 1668 e restaurato nel 1844, e l'eremo di Clocociov, chiesetta voluta da Mihai Viteazu, interamente ricostruita nel 1645.
- Il ponte sul fiume Olt, costruito tra il 1888 ed il 1891 su progetto dell'ingegner Alexandru Davidescu, primo ponte fluviale di metallo della Romania.

## Amministrazione

### Gemellaggi
- Italia - Ispica
- Italia - Acireale